# ستيف كوك (لاعب كرة قدم)
ستيف كوك (بالإنجليزية: Steve Cook)‏ مواليد 19 أبريل 1991 في هيستنغس، هو لاعب كرة قدم إنجليزي يلعب مع نادي بورنموث كمدافع.

## مرحلة الشباب

### أندية لعب لها
- نادي برايتون أند هوف ألبيون

## المسيرة الاحترافية

### أندية لعب لها
- نادي برايتون أند هوف ألبيون
- نادي بورنموث

## روابط خارجية
- ستيف كوك على موقع قاعدة بيانات كرة القدم.إي يو (الإنجليزية)
- ستيف كوك على موقع Soccerbase.com (لاعب) (الإنجليزية)
- ستيف كوك على موقع Soccerway.com (الإنجليزية)
- ستيف كوك على موقع عالم كرة القدم.نت (الإنجليزية)
- ستيف كوك على موقع AS.com (الإسبانية)